# Clavus formosus
Clavus formosus é uma espécie de gastrópode do gênero Clavus, pertencente a família Drilliidae.